# Coupe de Luxembourg 1952-1953
La Coppa di Lussemburgo 1952-1953 è stata la 28ª edizione della coppa nazionale lussemburghese disputata tra il 31 agosto 1952 e il 7 giugno 1953 e conclusa con la vittoria del Red Boys Differdange, al suo decimo titolo.

## Formula
Eliminazione diretta in gara unica.

### Turno preliminare
| Squadra 1             | Risultato | Squadra 2            |
| --------------------- | --------- | -------------------- |
| 31 agosto 1952        |           |                      |
| Etzella Ettelbruck    | 4 − 3     | Blue Boys Muhlenbach |
| Red Black Pfaffenthal | 7 − 4     | Aris Bonnevoie       |
| Résidence Walferdange | 0 − 2     | Union Luxembourg     |
| Spora Luxembourg      | 3 − 2     | Alliance Dudelange   |

### Sedicesimi di finale
| Squadra 1             | Risultato  | Squadra 2                |
| --------------------- | ---------- | ------------------------ |
| 12 ottobre 1952       |            |                          |
| Daring Echternach     | 3 − 4      | Blue Boys Muhlenbach     |
| Fola Esch             | 3 − 2      | The Belval Belvaux       |
| Grevenmacher          | 3 − 2      | Jeunesse 07 Kayl         |
| Jeunesse Wasserbillig | 0 − 2      | Chiers Rodange           |
| Progrès Grund         | 4 − 1      | Etzella Ettelbruck       |
| Racing Rodange        | 4 − 0      | Spora Luxembourg         |
| Rapid Neudorf         | 0 − 6      | Stade Dudelange          |
| Red Black Pfaffenthal | 1 − 3      | Avenir Beggen            |
| Titus Lamadelaine     | 3 − 2      | Pétange                  |
| Union Luxembourg      | 1 − 0      | Rumelange                |
| US Dudelange          | 2 − 4      | Red Star Merl            |
| US Esch               | 4 − 2      | Differdange              |
| Young Boys Diekirch   | 4 − 1      | Oberkorn                 |
| Red Boys Differdange  | 1 − 1(dts) | The National Schifflange |
| Sporting Bettembourg  | 1 − 1(dts) | AS Schifflange           |
| Tetange               | 1 − 1(dts) | Jeunesse Esch            |

| Squadra 1                   | Risultato | Squadra 2                |
| --------------------------- | --------- | ------------------------ |
| 1º novembre 1952 (Spareggi) |           |                          |
| AS Schifflange              | 8 − 2     | Sporting Bettembourg     |
| Jeunesse Esch               | 3 − 0     | Tetange                  |
| Red Boys Differdange        | 2 − 1     | The National Schifflange |

### Ottavi di finale
| Squadra 1         | Risultato | Squadra 2            |
| ----------------- | --------- | -------------------- |
| 12 ottobre 1952   |           |                      |
| AS Schifflange    | 1 − 3     | Red Boys Differdange |
| Chiers Rodange    | 7 − 2     | Progrès Grund        |
| Grevenmacher      | 4 − 2     | Fola Esch            |
| Jeunesse Esch     | 6 - 3     | Young Boys Diekirch  |
| Red Star Merl     | 5 − 2     | Avenir Beggen        |
| Stade Dudelange   | 2 − 1     | Union Luxembourg     |
| Titus Lamadelaine | 1 - 5     | Racing Rodange       |
| US Esch           | [ 1 ]     | Progrès Niedercorn   |

| Squadra 1       | Risultato | Squadra 2          |
| --------------- | --------- | ------------------ |
| 15 gennaio 1953 |           |                    |
| US Esch         | 0 − 2     | Progrès Niedercorn |

### Quarti di finale
| Squadra 1            | Risultato | Squadra 2          |
| -------------------- | --------- | ------------------ |
| 25 gennaio 1953      |           |                    |
| Grevenmacher         | 3 − 2     | Red Star Merl      |
| Jeunesse Esch        | 3 - 1     | Progrès Niedercorn |
| Red Boys Differdange | 2 − 1     | Chiers Rodange     |
| Stade Dudelange      | 2 − 0     | Racing Rodange     |

### Semifinali
| Squadra 1            | Risultato  | Squadra 2       |
| -------------------- | ---------- | --------------- |
| 15 marzo 1953        |            |                 |
| Red Boys Differdange | 3 − 0      | Jeunesse Esch   |
| Grevenmacher         | 0 − O(dts) | Stade Dudelange |

| Squadra 1                | Risultato  | Squadra 2       |
| ------------------------ | ---------- | --------------- |
| 22 marzo 1953(Spareggio) |            |                 |
| Grevenmacher             | 1 − 1(dts) | Stade Dudelange |

| Squadra 1                  | Risultato | Squadra 2       |
| -------------------------- | --------- | --------------- |
| 12 aprile 1953 (Spareggio) |           |                 |
| Grevenmacher               | 2 − 1     | Stade Dudelange |

## Finale
| Lussemburgo (città) 7 giugno 1953, ore 17.00                    | Red Boys Differdange | 2 – 1      | Grevenmacher | Stade de Luxembourg (2500 spett.) |
| \| \| \| \| \| Vacchiani 16’, 39’ \| Marcatori \| 70’ Paulus \| |                      |            |              |                                   |
|                                                                 |                      |            |              |                                   |
| Vacchiani 16’, 39’                                              | Marcatori            | 70’ Paulus |              |                                   |

| Red Boys Differdange | Grevenmacher |

### Formazioni
| Red Boys Differdange |    |                  |  |          |  |
|                      |    |                  |  |          |  |
| POR                  | 1  | Théo Kemp        |  |          |  |
| DIF                  | 2  | Pierre Wagner    |  |          |  |
| DIF                  | 3  | Angelo Luciani   |  |          |  |
| DIF                  | 4  | Nicolas May      |  |          |  |
| DIF                  | 5  | Léon Spartz      |  |          |  |
| DIF                  | 6  | Raymond Orlando  |  |          |  |
| CEN                  | 7  | Primo Dodorico   |  |          |  |
| CEN                  | 8  | Werner Stein     |  |          |  |
| ATT                  | 9  | Carino Vacchiani |  | 16’, 39’ |  |
| ATT                  | 10 | André Rossi      |  |          |  |
| ATT                  | 11 | Paul Lux         |  |          |  |
| A disposizione:      |    |                  |  |          |  |
| Allenatore:          |    |                  |  |          |  |
| ?                    |    |                  |  |          |  |

| Grevenmacher    |    |                     |  |     |  |
|                 |    |                     |  |     |  |
| POR             | 1  | Norbert Konter      |  |     |  |
| DIF             | 2  | Josy Schiltz        |  |     |  |
| DIF             | 3  | Jean-Pierre Fischer |  |     |  |
| DIF             | 4  | Jean Oberweis       |  |     |  |
| DIF             | 5  | Mathias Weffling    |  |     |  |
| DIF             | 6  | Charles Lettal      |  |     |  |
| CEN             | 7  | Mathias Lentz       |  |     |  |
| CEN             | 8  | Francis Legerin     |  |     |  |
| ATT             | 9  | Marcel Paulus       |  | 70’ |  |
| ATT             | 10 | Mathias Merten      |  |     |  |
| ATT             | 11 | Nic Oberweis        |  |     |  |
| A disposizione: |    |                     |  |     |  |
| Allenatore:     |    |                     |  |     |  |
| ?               |    |                     |  |     |  |